# Austen Smith
Austen Jewell Smith (* 23. Juli 2001 in Dallas, Texas) ist eine US-amerikanische Sportschützin.

## Erfolge
Austen Smith begann 2012 mit dem Wurfscheibenschießen und trat ab 2013 bei Wettkämpfen an. Ab 2021 war sie bei den Erwachsenen aktiv und sicherte sich bei Weltcups ihre ersten internationalen Medaillen. Bei den 2021 ausgetragenen Olympischen Spielen 2020 in Tokio gab Smith ihr Olympiadebüt. Sie erreichte mit 119 Punkten den zehnten Platz in der Vorrunde und verpasste damit die Finalqualifikation. Ein Jahr darauf wurde sie in Osijek in der Mannschaftskonkurrenz Weltmeisterin. Diesen Erfolg wiederholte sie mit der Mannschaft 2023 in Baku. Mit Vincent Hancock sicherte sie sich außerdem auch im Mixedwettbewerb den Titelgewinn. Bei den Panamerikanischen Spielen 2023 in Santiago de Chile belegte sie mit Dustan Taylor in dieser Disziplin den Bronzerang.
Bei den Olympischen Spielen 2024 in Paris startete Smith in zwei Disziplinen. Mit 122 Punkten war sie in der Qualifikation eine von drei Schützinnen, die zum Shoot-off um den ersten Platz antrat, und beendete diesen mit 14 Treffern als beste Schützin und damit als Beste der Qualifikation. Im Finale der sechs besten Schützinnen schied sie nach dem fünften Durchgang mit 45 Punkten als Drittplatzierte aus. Sie erhielt hinter der Chilenin Francisca Crovetto und der Britin Amber Rutter die Bronzemedaille. Im Mixed trat Smith gemeinsam mit Vincent Hancock an, der mittlerweile auch als ihr Trainer fungierte. Die beiden erzielten in der Qualifikation 148 Punkte, wodurch sie sich zusammen mit den punktgleichen Italienern Diana Bacosi und Gabriele Rossetti für das Duell um die Goldmedaille qualifizierten. Mit 44:45 unterlagen Smith und Hancock gegen Bacosi und Rossetti und gewannen als Zweite die Silbermedaille.